# Lijst van rijksmonumenten in Gorredijk
De plaats Gorredijk (De Gordyk) telt 20 inschrijvingen in het rijksmonumentenregister. Hieronder een overzicht. 
Voor een overzicht van alle beschikbare afbeeldingen zie de categorie Rijksmonumenten in Opsterland op Wikimedia Commons.
| Object | Oorspronkelijke functie?  | Bouwjaar                                       | Architect                     | Locatie           | Coördinaten?                 | Nr.?   | Afbeelding |
| --- | ------------------------- | ---------------------------------------------- | ----------------------------- | ----------------- | ---------------------------- | ------ | --- |
| Pand onder zadeldak tegen klokgevel met gebeeldhouwde aanzetkrullen en bekroning                                                                                     | Werk-woonhuis             | 1805                                           |                               | Brouwerswal 7     | 53° 0' 8" NB, 6° 3' 54" OL   | 31840  | Meer afbeeldingen |
| Woning onder hoog zadeldak tegen topgevel waarin twee smalle hoge vensters, twee gevelstenen en negen sierankers                                                     | Woonhuis                  | 1744                                           |                               | Brouwerswal 68    | 52° 59' 55" NB, 6° 4' 24" OL | 31841  | Meer afbeeldingen |
| Kop-rompboerderij met onderkelderd voorhuis en houten beschieting met sierlijst boven de inrit van de schuur                                                         | Boerderij                 |                                                |                               | Dwersfeart 11     | 52° 59' 21" NB, 6° 4' 23" OL | 31842  | Meer afbeeldingen |
| Pand met twee verdiepingen onder zadeldak tegen klokgevel met gebeeldhouwde aanzetkrullen, deklijst en bekroning met voorstelling van passer, driehoek en schietlood | Woonhuis                  | 1762                                           |                               | Hoofdstraat 41    | 53° 0' 9" NB, 6° 3' 51" OL   | 31843  | Pand met twee verdiepingen onder zadeldak tegen klokgevel met gebeeldhouwde aanzetkrullen, deklijst en bekroning met voorstelling van passer, driehoek en schietlood |
| Pand onder zadeldak tegen klokgevel met gebeeldhouwde aanzetkrullen en deklijsten en in de gezwenkte bekroning een wapencartouche                                    | Werk-woonhuis             |                                                |                               | Hoofdstraat 24    | 53° 0' 13" NB, 6° 3' 53" OL  | 31844  | Meer afbeeldingen |
| Pand onder zadeldak tegen klokgevel met gebeeldhouwde aanzetkrullen, lijst en bekroning                                                                              | Werk-woonhuis             | 1826                                           |                               | Hoofdstraat 40    | 53° 0' 12" NB, 6° 3' 51" OL  | 31845  | Meer afbeeldingen |
| Pand met zadeldak tegen halsgevel met gebeeldhouwde klauwstukken en bekroning in de Friese Lodewijk XIV-stijl                                                        | Werk-woonhuis             |                                                |                               | Hoofdstraat 42    | 53° 0' 12" NB, 6° 3' 51" OL  | 31846  | Meer afbeeldingen |
| Vijf traveeën breed pand met verdieping en forse kroonlijst onder schilddak met twee hoekschoorstenen waarop borden                                                  | Werk-woonhuis             | mog. late 18e eeuw (kern)                      |                               | Hoofdstraat 74    | 53° 0' 8" NB, 6° 3' 47" OL   | 31847  | Meer afbeeldingen |
| Pand onder zadeldak tegen klokgevel met aanzetkrullen en zesruitsvensters in de top (op 29-12-2022 afgebrand)                                                        | Werk-woonhuis             | 1776                                           |                               | Kerkewal 11       | 53° 0' 13" NB, 6° 3' 48" OL  | 31849  | Meer afbeeldingen |
| Pand onder zadeldak evenwijdig aan de straat tussen topgevels waarin sierankers en half kruiskozijn                                                                  | Woonhuis                  | mog. late 18e eeuw (kern)                      |                               | Kerkewal 14       | 53° 0' 13" NB, 6° 3' 46" OL  | 31850  | Meer afbeeldingen |
| Diep pand met volledige verdieping onder zadeldak met voor- en achterschild en hoge zesruitsvensters in voor- en zijgevel                                            | Woonhuis                  | verm. 1893                                     |                               | Langewal 52       | 53° 0' 3" NB, 6° 4' 8" OL    | 31851  | Meer afbeeldingen |
| Mariakerk (Kortezwaag) | Kerk en kerkonderdeel     | 1797 1896 (portaal, dakruiter)                 |                               | De Leijen 29      | 52° 59' 26" NB, 6° 3' 56" OL | 31852  | Meer afbeeldingen |
| Fors pand met verdieping en twee zolders onder diep zadeldak tegen puntgevel                                                                                         | Werk-woonhuis             | 1756                                           |                               | Molenwal 3        | 53° 0' 10" NB, 6° 3' 48" OL  | 31853  | Meer afbeeldingen |
| Algemene Begraafplaats | Begraafplaats en -onderdl | 1926 1942-'46 (uitbr.)                         | C. van Wamel (1926, 1942-'46) | bij Hegedyk 20a   | 52° 59' 55" NB, 6° 3' 27" OL | 513155 | Algemene Begraafplaats |
| Algemene Begraafplaats, klokhuis annex baarhuisje | Begraafplaats en -onderdl | 1928 1950 (uitbr.)                             | C. van Wamel                  | bij Hegedyk 20a   | 52° 59' 53" NB, 6° 3' 29" OL | 513156 | Algemene Begraafplaats, klokhuis annex baarhuisje |
| Algemene Begraafplaats, toegangshek | Erfscheiding              | 1926                                           | verm. C. van Wamel            | bij Hegedyk 20a   | 52° 59' 55" NB, 6° 3' 27" OL | 513157 | Meer afbeeldingen |
| Museum Opsterland (1887-1955: Openbare Lagere School) (1955-1961: Openbare leeszaal)                                                                                 | Onderwijs en wetenschap   | 1887-'88 1961 (aanbouw) 1991 (verb. interieur) | verm. H.P.N. Halbertsma       | Hoofdstraat 59    | 53° 0' 7" NB, 6° 3' 48" OL   | 513184 | Meer afbeeldingen |
| Woonhuis in Vernieuwingsstijl | Woonhuis                  | 1917-'18 1980 (verb. interieur)                | N. Adema (1980)               | Hegedyk 7         | 52° 59' 59" NB, 6° 3' 39" OL | 513185 | Woonhuis in Vernieuwingsstijl |
| Voorm. kazerne van de Koninklijke Marechaussee | Militair verblijfsgebouw  | 1895                                           | verm. het Wapen der Genie     | Stationsweg 35-37 | 53° 0' 27" NB, 6° 3' 47" OL  | 513186 | Kazerne Voorm. kazerne van de Koninklijke Marechaussee |

## Voormalige rijksmonumenten
| Object                                                                                        | Oorspronkelijke functie? | Bouwjaar | Architect | Locatie    | Coördinaten?                | Nr.?  | Afbeelding        |
| --------------------------------------------------------------------------------------------- | ------------------------ | -------- | --------- | ---------- | --------------------------- | ----- | ----------------- |
| Voorm. hervormde kerk, muurresten met herdenkings- en wapenstenen en kerkvloer met grafzerken | Kerk en kerkonderdeel    |          |           | Kerkewal 9 | 53° 0' 12" NB, 6° 3' 48" OL | 31848 | Meer afbeeldingen |